# مسجد حسين باشا (بيرات)
مسجد حسين باشا (بالأردية: حسین پاشا مسجد، بالألبانية: Xhamia e Hysen Pashës، بالإنجليزية: Hysen Pasha Mosque، بالتركية: Hüseyin Paşa Camii)، أو مسجد الساعة (بالأردية: کلاک مسجد، بالألبانية: Xhamia e Sahatit، بالإنجليزية: Clock Mosque، بالتركية: Saat Camii): هو معلم ثقافي ألبانيا، يقع في بيرات. تم بناؤه في 1670 من قبل حسين باشا. سمي بمسجد الساعة لأن العثمانيين قاموا في 1870 ببناء برج الساعة بجانبه. تم تدمير برج الساعة أثناء الحكم المطلق الشيوعي في 1967. تم تدمير المسجد أيضًا ولم يبق منه سوى المئذنة. بعد نهاية الشيوعية تم تجديد المسجد.